# Alexandre Mallet
Alexandre "Alex" Mallet, född 22 maj 1992, är en kanadensisk professionell ishockeyspelare som spelar för Vancouver Canucks i NHL.
Han draftades i andra rundan i 2012 års draft av Vancouver Canucks som 57:e spelare totalt.